# Hornoslezské zemské muzeum
Hornoslezské zemské muzeum (Oberschlesisches Landesmuseum) v Ratingen, v Severním Porýní-Vestfálsku, je muzeum zabývající se kulturou a historií Horního Slezska.

## Dějiny

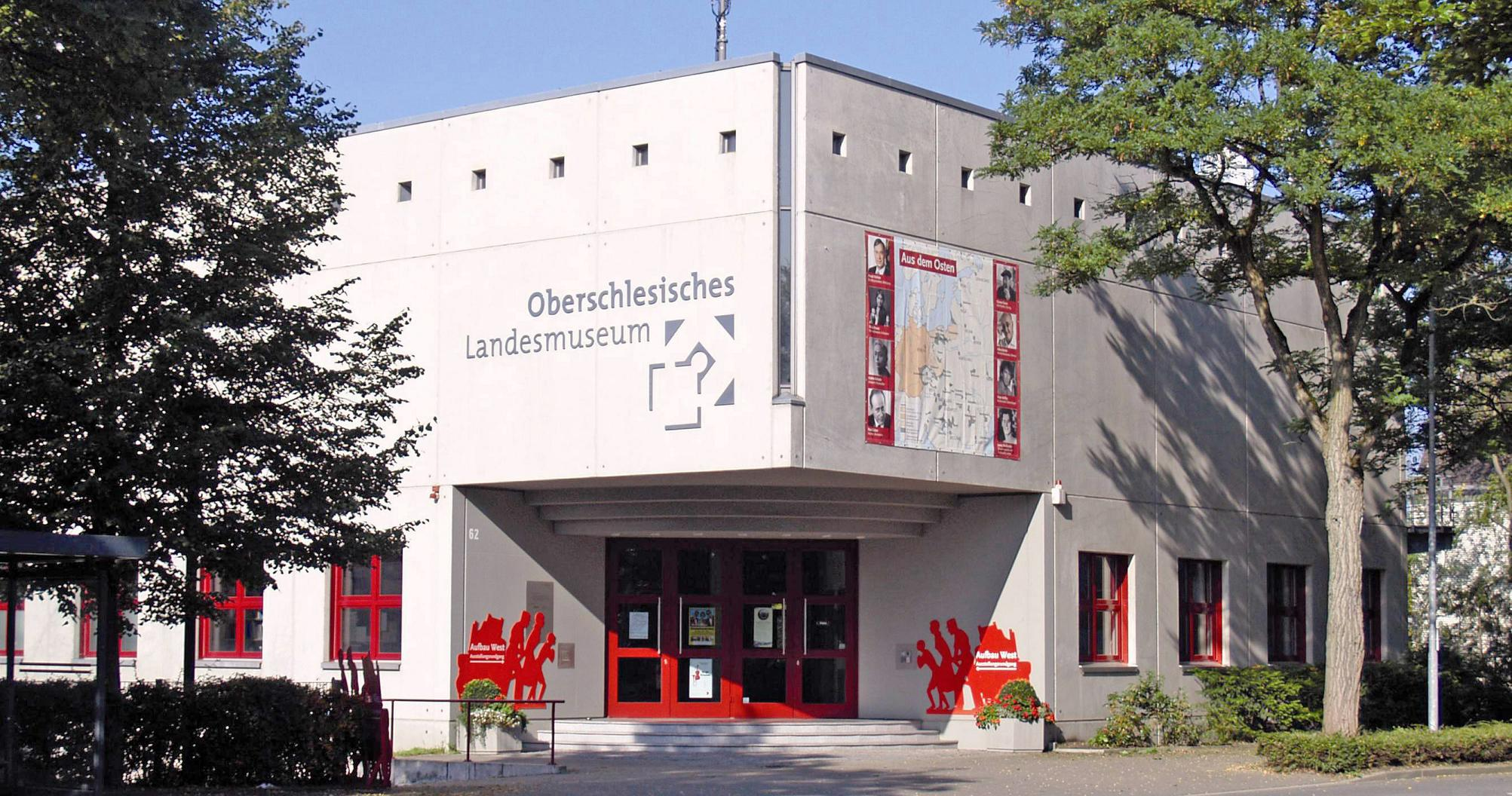
Vchod do budovy muzea, Ratingen-Hösel, 2007

Hornoslezské zemské muzeum je největším slezským muzeem na západě Německa. Působí v Severním Porýní-Vestfálsku. Tato spolková země se stala od 70. let 19. století cílem migrace početných Slezanů, kteří vyjeli za prací do nedalekého Porúří.
V roce 1964 zemská vláda Severního Porýní-Vestfálska převzala patronát nad Hornoslezany, žijícími ve Spolkové republice Německo.
Hornoslezské zemské muzeum bylo slavnostně otevřeno v roce 1983 tehdejším premiérem Severního Porýní-Vestfálska, Johannesem Rauem. Zemská vláda finančně podporuje činnost muzea. Základem jsou partnerské vztahy mezi Severním Porýním-Vestfálskem, polským Slezským vojvodstvím (Katovice) a Moravskoslezským krajem.
V roce 1998 bylo muzeum díky spolkové finanční pomoci rozšířeno o novostavbu. Budova muzea je složená ze tří masivních betonových krychlí a dvou lehčích, vzájemně se prolínajících ocelovo-skleněných krychlí.

## Koncepce
Posláním muzea je sbírání, uchovávání a prezentace kulturního dědictví Horního Slezska, tj. historického regionu nad Horní Odrou, v polské a v české průmyslové oblasti a také v severní části Moravskoslezského kraje mezi Východními Sudety a Západními Beskydy.
Hornoslezské zemské muzeum, jako kulturně historická instituce, zprostředkovává návštěvníkům rozsáhlý přehled o dějinách a kultuře Horního Slezska a informuje o aktuální situaci v tomto regionu.
Muzeum spolupracuje s mnoha vědecko-kulturními institucemi v Německu, Polsku a v České republice. Organizuje různé tematické expozice a vědecká sympozia. K vybavení muzea patří i knihovna, která byla od roku 2008 rozšířena o odborné informační centrum Slezsko – Morava – Čechy. Knihovní sbírka obsahuje hodnotné exponáty, např. historické mapy, různé prameny, díla slezských básníků, kompletní čísla nových českých a polských ročenek ze Slezska a také bohatý materiál z oblasti kultury a hospodářství. Obsah knihovny se vztahuje převážně na polskou a českou část Slezska a na hraniční regiony na Moravě a v Čechách. Různí spisovatelé (např. Heinz Piontek) a badatelé (např. Alois M. Kosler nebo Robert Samulski) darovali knihovně své vlastní sběry, které jsou uloženy v depozitářích knihovny.

## Struktura

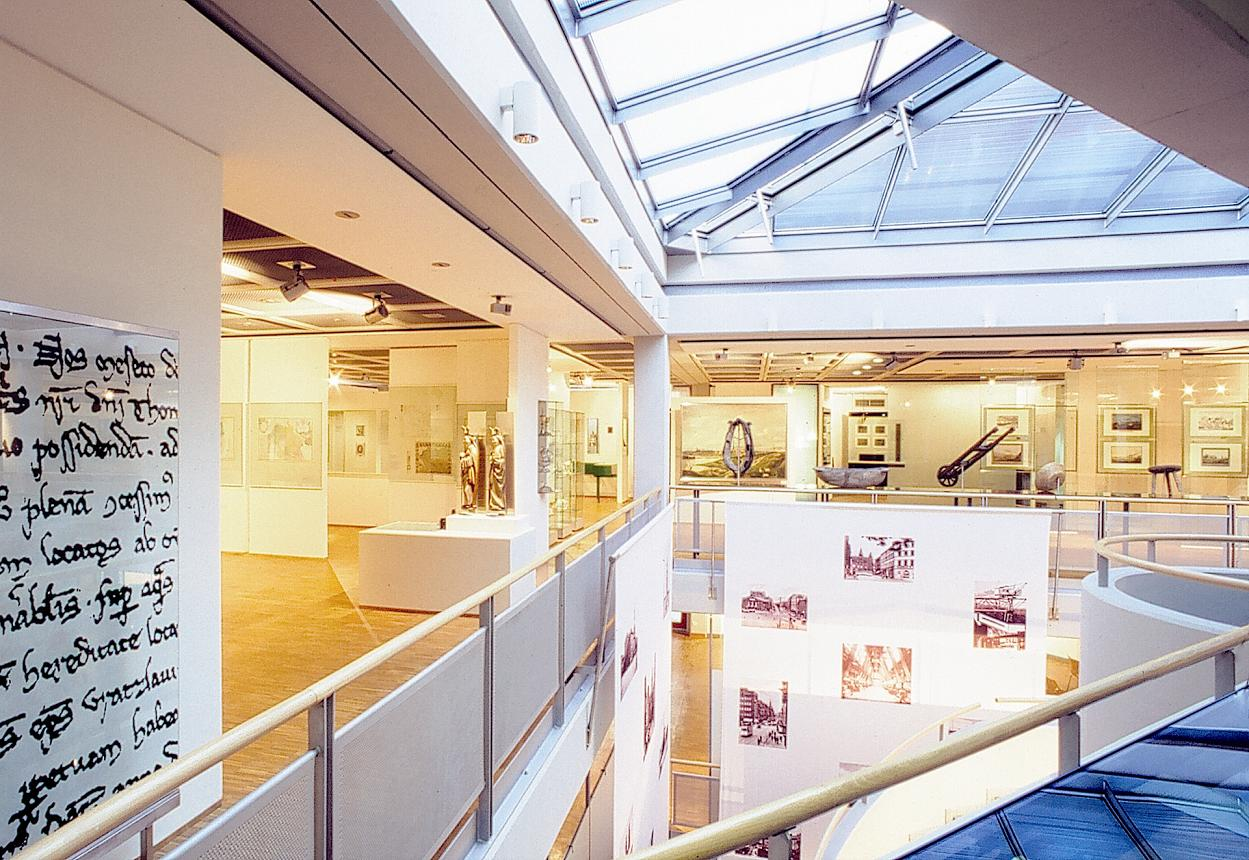
Pohled do stálé expozice muzea

Expozice jsou prezentovány na cca 2.000 m² plochy ve třech poschodích. V horním poschodí se na ploše o rozloze 875  m² nachází stálá expozice muzea, která je rozdělená do tří tematických částí: „Horní Slezsko před industrializací", „Horní Slezsko a průmysl" a nakonec „Horní Slezsko v politice 20. století". Vystavené jsou např. exponáty ze stříbra, fajánse, ozdobné litiny, kroje, modely, historické dokumenty a mapy, fotografie atd.
V přízemí muzejního komplexu se nachází plocha o rozloze 500 m², která slouží k prezentaci větších krátkodobých výstav. Suterén s plochou 175 m² nabízí prostor pro menší speciální expozice nebo pro různé muzejní akce, např. přednášky, schůzky pracovních skupin nebo muzejní pedagogiku. V těchto prostorách se nacházejí také depozitář, dílna a místnosti pro přípravu expozic.

## Expozice a muzejní aktivity

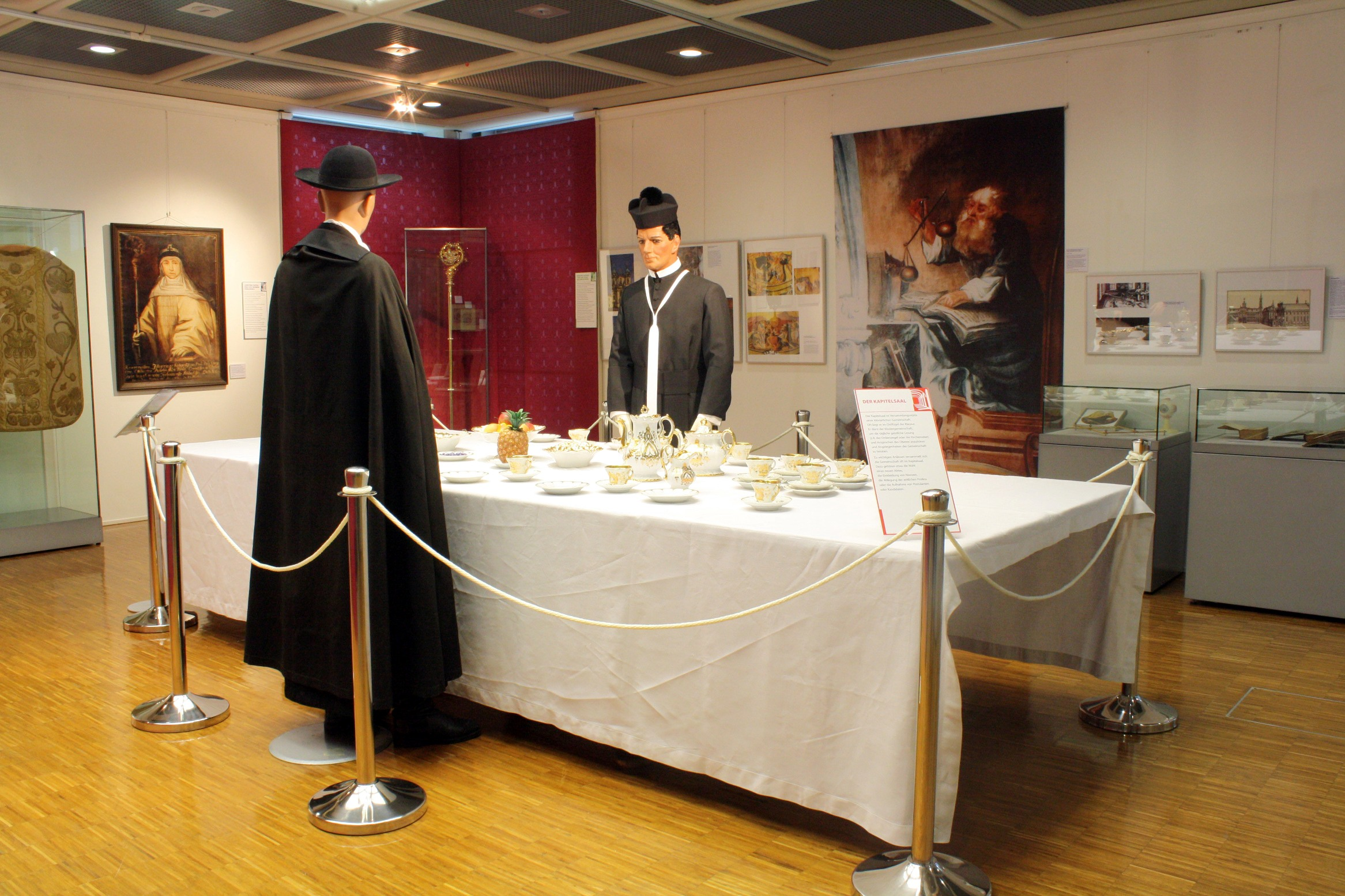
Pohled do výstavy o zrušení slezských klášterů ve Slezsku (2010)

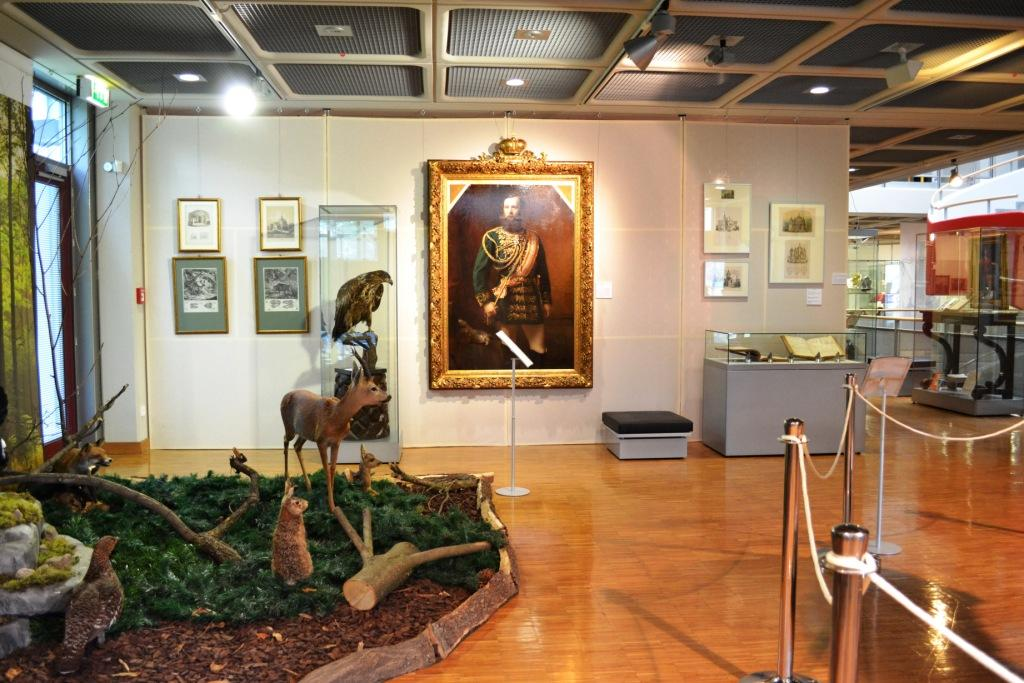
Pohled do výstavy o šlechtě ve Slezsku (2011)

S politickou změnou na přelomu let 1989/90 se muzeu otevřely nové možnosti spolupráce s polskými a českými vědecko-kulturními institucemi. V posledních letech se také zvýšily aktivity Hornoslezského zemského muzea ve Slezském regionu. Objektem zájmu muzea jsou hlavně Slezské a Opolské vojvodství v Polsku a Moravskoslezský kraj. Dodnes byla ve více než 200 tuzemských a 50 zahraničních výstavách prezentována různá historická, topografická, kulturní a umělecká témata. K posledním významným výstavám v Ratingenu patřily: „Zámecké příběhy. Šlechta ve Slezsku” (2011), „Opuštěné kláštery! Zrušení slezských klášterů v roce 1810” (2010), „Orlové nad Slezskem. Události a pionýři dějin letectví” (2009/2010), „Můj život pro zvířata. Bernhardovi Grzimekovi k 100. narozeninám” (2009). Část těchto výstav byla také připravená dvojjazyčně a prezentována ve Slezsku.
Muzeum spolupracuje také s českými partnery. V roce 2010 Slezské zemské muzeum v Opavě připravilo výstavu s názvem „Město Opava – kultura a historie” (2010). Tato expozice patří k sérii výstav představujících německému publiku významná slezská města.
Spolu s polskými a německými partnery byly realizovány výstavy na téma: „Umění a umělecké kolonie v Krkonoších”, „Slezská a česká dioramata”, „Obnova Západu. Nový začátek mezi vyhnáním Němců a hospodářským zázrakem” anebo „Hornoslezané v německé a polské fotbalové reprezentaci. Sport a politika v Horním Slezsku v 20. století”.
Kromě toho se muzeum intenzivně věnuje dějinám, kultuře a regionální identitě hornoslezského průmyslového regionu. Spolu s kulturními a vědeckými institucemi v Polsku a Česku organizuje výstavy, vědecké konference a připravuje publikace na tato témata.
Hornoslezské zemské muzeum spolupracuje od svého vzniku s lokálními kulturními institucemi, s nimiž realizovalo zajímavé projekty o regionální historii a kultuře. Pro každou větší výstavu je připravený muzejně pedagogický program. Hlavně pro děti a mládež se muzeum stalo místem pro mimoškolních o vzdělávání.

## Nadace
V roce 1970 vznikla soukromá nadace „Hornoslezský dům“ („Stiftung Haus Oberschlesien”), která je zřizovatelem muzea.